# Les Langues du scorpion
Les Langues du scorpion (France) ou Le bonheur est dans le pré (Québec) (The Scorpion's Tale)  est le 15e épisode de la saison 22 de la série télévisée Les Simpson.

## Synopsis
Durant une sortie scolaire dans le désert, Lisa s'éloigne du groupe et est attaquée par deux scorpions. Elle se réfugie dans un massif de fleurs dont le pouvoir est d'apaiser les animaux dangereux. Au retour de leur excursion, Bart et Lisa sont témoins de l'expulsion de leur grand-père de la maison de retraite en raison de son caractère infernal. Hébergé chez les Simpson, Abraham se montre plus râleur que jamais, menant la vie dure à sa famille.
Un matin, Homer décide de lui administrer l'essence de la fleur qui a sauvé sa fille des scorpions. Aussitôt, Abraham devient aimable avec tout le monde. Mais Lisa désapprouve sa nouvelle attitude qu'elle estime due à une drogue et se débarrasse de l'essence. Alors qu'Homer se plaint chez Moe de ne plus avoir cette fleur miracle, le directeur allemand d'une firme pharmaceutique lui propose de récupérer dans la sueur d'Abe le principe actif. Ainsi sont fabriquées les pilules de drogue.
Toutefois, les essais cliniques n'ayant pas été faits, elles ne sont pas commercialisées. Mais les Simpsons reçoivent tout de même un bocal de pilules. Aussitôt Bart s'improvise dealer en vendant ces pilules aux victimes des personnes âgées. Mais très vite, les Simpson découvrent avec horreur que cette drogue à un effet secondaire monstrueux : elle lubrifie les globes oculaires au point de faire sortir les yeux de leurs orbites. Très vite, toutes les personnes âgées de la ville se retrouvent avec les yeux qui pendouillent dans le vide juste retenus pas les nerfs optiques.

## Audience américaines
Lors de sa première diffusion aux États-Unis, l'épisode a réuni seulement 6,2 millions de téléspectateurs à cause du côté répugnant des scènes où les vieillards ont les yeux sortis de leurs orbites.